# Білоусівка (Дністровський район)
Білоу́сівка — село у Сокирянській міській громаді Дністровського району Чернівецької області України.

## Історія
В 1919 році в Хотинському повстанні брали участь жителі села — Каланжій Роман, Бабій Максим, Дідик Григорій, Цибульський Артем, Цибульський Тимофій.
По закінченню Другої світової війни село пережило голодомор 1946–1947 років
Мешканці села зазнали каральної акції операції «Захід».
З 24 серпня 1991 року село входить до складу незалежної України.

## Населення
За переписом населення 2001 року в селі мешкали 3 034 особи.

### Мова
Розподіл населення за рідною мовою за даними перепису 2001 року:
| Мова       | Відсоток |
| ---------- | -------- |
| українська | 88,19 %  |
| російська  | 10,93 %  |
| молдовська | 0,69 %   |
| румунська  | 0,10 %   |
| болгарська | 0,03 %   |
| гагаузька  | 0,03 %   |

## Відомі люди

### Уродженці
- Цуркан Михайло Іванович. -(* 5 грудня 1960). — Заслужений юрист України. Кандидат юридичних наук. З січня 2008 року — заступник Голови Вищого адміністративного суду України. Кавалер ордена «За заслуги» ІІІ ступеня.

### Померли від голоду в 1946—1947 роки
За даними "Національної книги пам'яті жертв голодоморів 1932—1933, 1946—1947 років в Україні. Чернівецька область" - Чернівці: Зелена Буковина, 2008.-С. 768.- ISBN 978-9666-8410-48-3.
- 1.Бабій Петро Павлович
- 2.Бідна Любов Іванівна
- 3.Жінкатий Максим Іванович
- 4.Злий Василь Іванович
- 5.Злий Никифор Іванович
- 6.Злий Опанас Маркович
- 7.Злий Прокіп Никифорович
- 8.Кожокар Євдокія Юхимівна
- 9.Маленька Зіновія Юхимівна
- 10.Маленький Микола Іванович
- 11.Мидриган Семен Максимович
- 12.Нігалатій Антон Петрович
- 13.Римлянська Марія Іванівна
- 14.Рудь Григорій Васильович
- 15.Рудь Олена Іванівна
- 16.Слободян Марія Іванівна
- 17.Стара Пелагія Петрівна
- 18.Сусленко Василь Васильович
- 19.Ткач Ганна
- 20.Ткач Ганна
- 21.Цибульська Парасковія Петрівна
- 22.Цуркан Андріяй Якимович
- 23.Цуркан Марія Іванівна
- 24.Шевчук Прокіп Іванович
- 25.Якубовська Єлезавета Василівна
- 26.Якубовський Сава Федорович

## Світлини

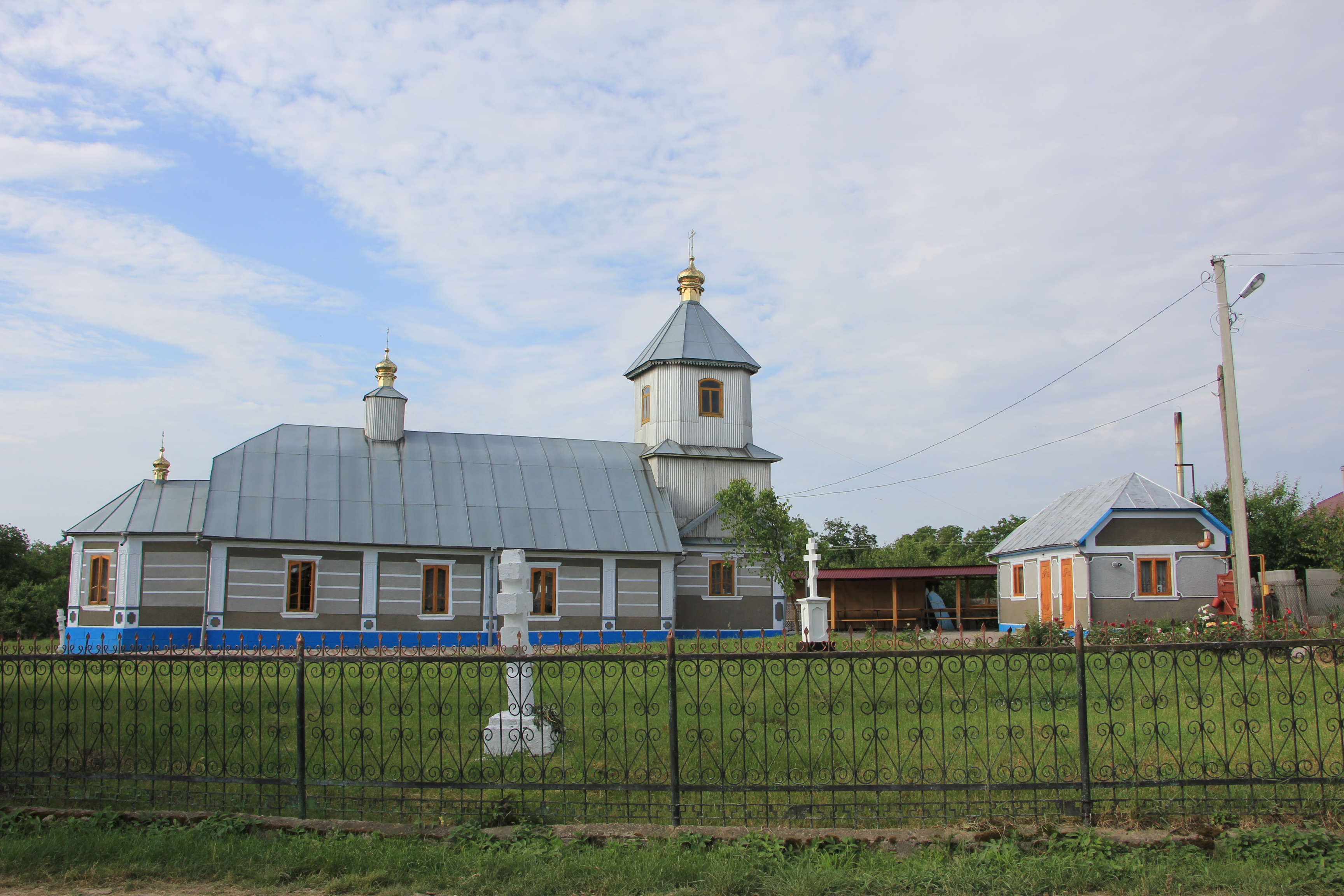
Церква Св. Дмитра с. Білоусівка
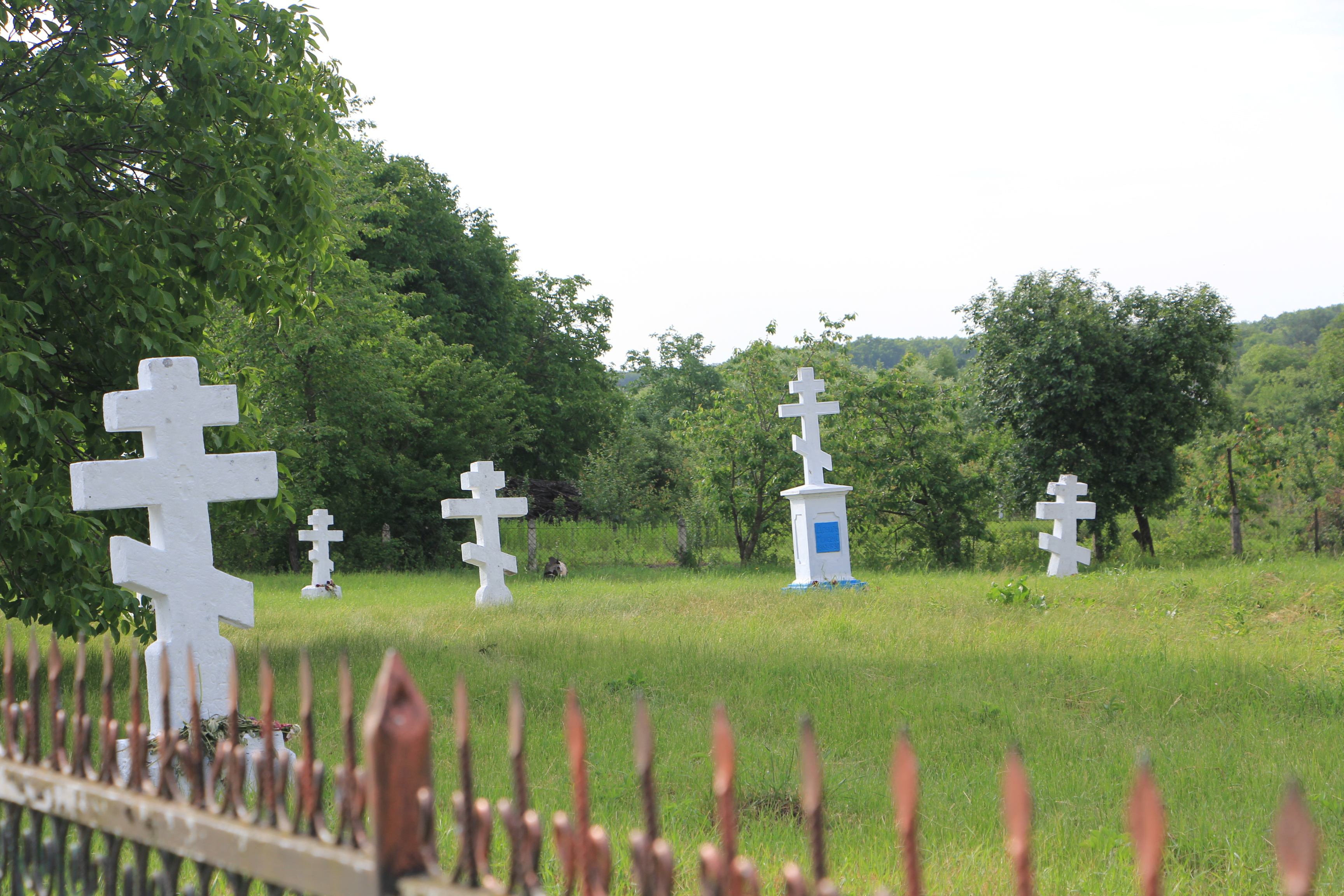
Церква Св. Дмитра с. Білоусівка. Старі хрести
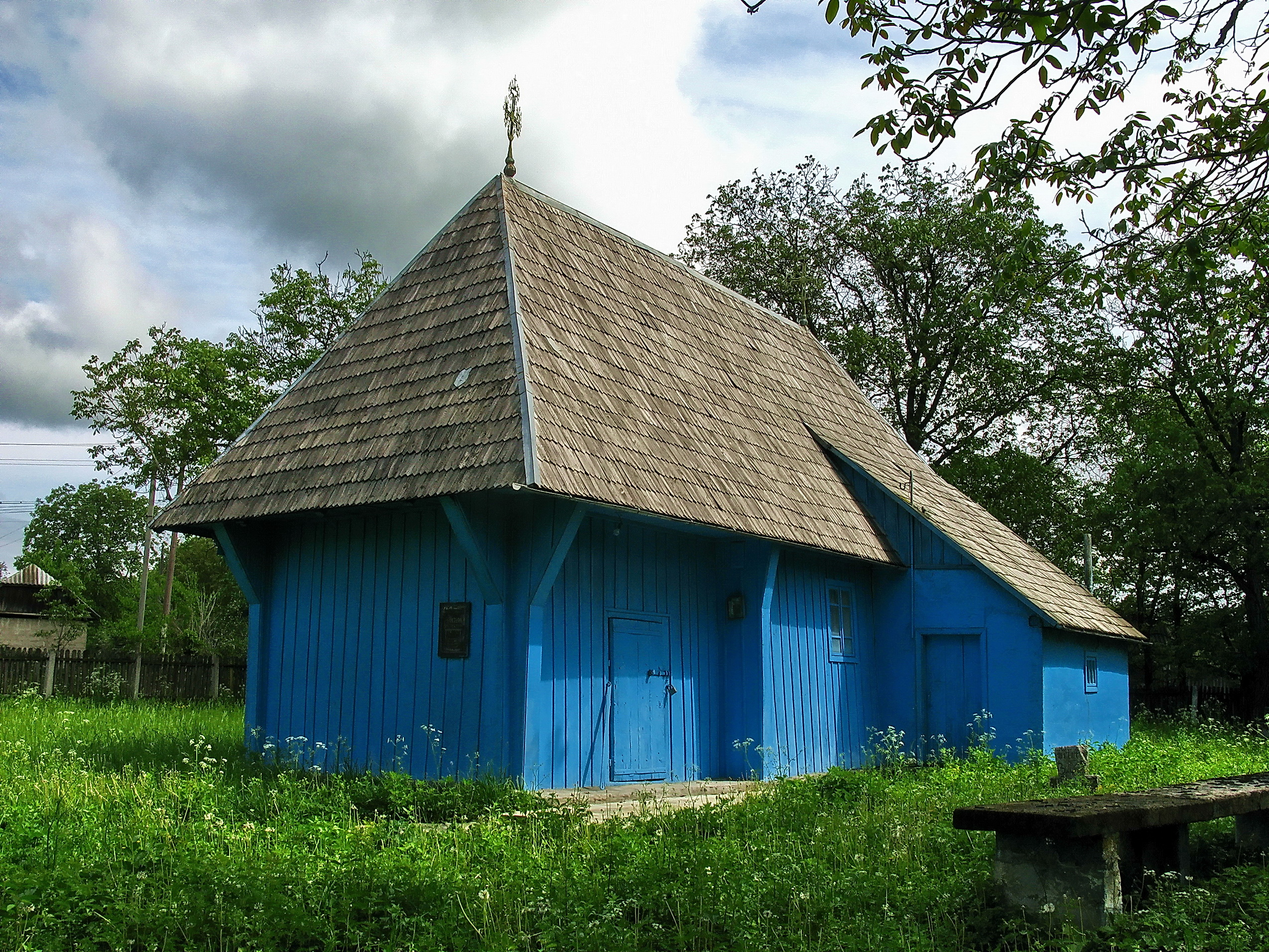
Дмитрiвська церква